# Les McKay
James Leslie „Les“ Darcy McKay (* 27. Mai 1917 in Waverley; † 22. März 1981) war ein australischer Wasserballspieler.
Bei der Eröffnungsfeier der Olympischen Spiele 1948 war Les McKay Fahnenträger der australischen Mannschaft. Beim olympischen Wasserballturnier kamen aus den sechs Vorrundengruppen die jeweils zwei besten Mannschaften weiter. Die Australier schieden nach Niederlagen gegen Italien und Jugoslawien aus. Les McKay war als Verteidiger beim Spiel gegen die Jugoslawen dabei.
Zwei Jahre später bei den British Empire Games 1950 in Auckland stand Wasserball als Demonstrationswettbewerb auf dem Programm und Les McKay gewann dieses Turnier mit der australischen Mannschaft.